# Борути-Ґоскі
Борути-Ґоскі (пол. Boruty-Goski) — село в Польщі, у гміні Замбрув Замбровського повіту Підляського воєводства. Населення — 21 особа (2011).
У 1975-1998 роках село належало до Ломжинського воєводства.

## Демографія
Демографічна структура станом на 31 березня 2011 року:
|          | Загалом | Допрацездатний вік | Працездатний вік | Постпрацездатний вік |
| -------- | ------- | ------------------ | ---------------- | -------------------- |
| Чоловіки | 11      | 4                  | 6                | 1                    |
| Жінки    | 10      | 2                  | 6                | 2                    |
| Разом    | 21      | 6                  | 12               | 3                    |